# 稀序卫矛
稀序卫矛（学名：Euonymus laxicymosus）为卫矛科卫矛属下的一个种。其种加词“laxicymosus”意为“有松散聚伞花序的”。